# Skin and Bones
Skin and Bones — концертный акустический альбом американской рок-группы Foo Fighters, выпущенный 7 ноября 2006 года. Альбом занял 21-е место в чарте Billboard 200 и за первую неделю был продан в количестве 49 000 экземпляров.

## Об альбоме
Skin and Bones, состоящий из 15 треков, был записан 29, 30 и 31 августа 2006 года в Pantages Theater в Лос-Анджелесе. В записи альбома приняли участие Петра Хейден (на скрипке), гитарист Пэт Смир, клавишник Рейми Джаффи из группы Wallflowers и Дрю Хестер (на перкуссии). Также Хейден и Джаффи ранее принимали участие в записи предыдущего альбома группы, In Your Honor.
Дополнение, состоящее из трёх треков, содержит соло-исполнения вокалиста группы, Дэйва Грола, песен «Friend of a Friend», «Best of You» и «Everlong».
Также 19 ноября 2006 года было выпущено DVD-издание самих шоу, включающее все 20 песен. Издание было спродюсировано Дэнни Клинчем.
Британская версия издания состояла из двух дисков и включала выступление группы в Гайд-парке.
Заглавная песня альбома ранее была выпущена на бисайде сингла «DOA» и включена в мини-альбом Five Songs and a Cover.

## Список композиций

### CD-версия
1. «Razor» (Дэйв Грол) — 6:48
2. «Over and Out» (Грол,Тейлор Хоккинс,Нэйт Мендел,Крис Шифлетт) — 5:56
3. «Walking After You» (Грол) — 5:18
4. «Marigold» (Грол) — 3:19
5. «My Hero» (Грол, Мендел, Пэт Смир) — 4:51
6. «Next Year» (Грол, Хокинс, Мендел) — 4:34
7. «Another Round» (Грол, Хокинс, Мендел, Шифлетт) — 4:55
8. «Big Me» (Грол) — 3:01
9. «Cold Day in the Sun» (Грол, Хокинс, Мендел, Шифлетт) — 3:26
10. «Skin and Bones» (Грол) — 4:00
11. «February Stars» (Грол, Смир, Мендел) — 5:51
12. «Times Like These» (Грол, Хокинс, Мендел, Шифлетт) — 5:25
13. «Friend of a Friend» (Грол) — 4:01
14. «Best of You» (Грол, Хокинс, Мендел, Шифлетт) — 5:02
15. «Everlong» (Грол) — 6:37

### DVD-версия
| 1. «Intro» 2. «Razor» 3. «Over and Out» 4. «On the Mend» 5. «Walking After You» 6. «Still» 7. «Marigold» 8. «My Hero» 9. «Next Year» 10. «Another Round» 11. «See You» 12. «Cold Day in the Sun» 13. «Big Me» 14. «What If I Do» 15. «Skin and Bones» 16. «Ain’t It the Life» 17. «February Stars» 18. «Times Like These» 19. «Friend of a Friend» 20. «Best of You» 21. «Everlong» | 1. «In Your Honor» 2. «All My Life» 3. «Best of You» 4. «Times Like These» 5. «Learn to Fly» 6. «Breakout» 7. «Shake Your Blood» (с участием Лемми из Motörhead) 8. «Stacked Actors» 9. «My Hero» 10. «Generator» 11. «DOA» 12. «Monkey Wrench» 13. «Tie Your Mother Down» (с участием Брайана Мэя и Роджера Тейлора) (кавер на Queen) 14. «Everlong» |